# Badminton Wales
Badminton Wales (voorheen Welsh Badminton Union) is de nationale badmintonbond van Wales.
De bond heeft 3200 leden die verdeeld zijn over 220 verschillende badmintonclubs. De bond is sinds 1968 aangesloten bij Badminton Europe. De voorzitter is Rod Chambers. 